# 예정이율
예정이율(豫定利率, 영어 : estimated interest rate)은 재산의 이용을 예측하여 미리 정하는 이익의 비율이다. 보통 보험회사에서 많이 쓰이는 용어로 보험료 할인율을 산출하는데 쓰인다. 보험 가입시점과 보험금 지급 사이에 발생하는 시차 동안의 수익을 예상하여 일정한 비율로 이 할인율에 적용한다. 예정이율의 증가는 보험료의 감소시키며 예정이율이 감소하면 보험료는 증가한다. 예정이율은 각 보험사와 보험상품별로 다르며, 예정이율은 정기적으로 조정되어 보험료에 반영된다. 즉 보험가입시점에 보험 예정이율이 증가한다면 예정이율 인상이 반영된 이후에 가입하여 보험료를 절감할 수 있고 인하되는 경우에는 인하 이전에 가입하여 보험료 인상을 피할 수 있다.

## 예정이율 설정의 중요성

### 자산운용 패턴 측면
예정이율을 어떻게 설정하느냐의 여부가 생명보험사의 자산운용에 직접적인 영향을 줄 수 있다. 이는 즉 따라 생명보험사가 예정이율을 높게 설정할수록 생명보험사는 리스크 자산에 배분비율을 높게 설정해야 한다는 것을 의미한다. 그 이유는 생명보험 사가 예정이율을 높게 설정 할수록 생명보험사의 보험료 수입이 상대적으로 적어지므로 이는 차년도 자산규모를 줄이는 결과를 초래하여 생명보험사는 높은 자산운용에 대한 욕구가 커지게되고 리스크자산에 더 많이 투자하게 되기 때문이다. 결과적으로 생명보험사가 예정이율을 높게 설정하면 생명보험사는 최적화 행동 결과로써 리스크자산에 대한 투자비율을 높게 하고, 그 결과 생명보험사가 보유하는 운용자산 포트폴리오의 금리 리스크는 높아질 수 밖에 없다.

### 배당지급 패턴 측면
자산운용패턴 측면에 따라 생명보험사가 설정한 예정이율은 다소 보수적인 성향을 지닌다. 하지만 투자환경이 호전되는 경우에는 생명보험사가 자산을 운용한 결과 투자수익률이 예정이율을 상회할 상황이 있다. 이같은 상황에서는 그 차익인 이차익을 생명보험사의 판단에 따라 배당이라는 형태로 보험계약자에게 환원하게 된다. 수년에 걸쳐 배당이 지급되는 장기성 생명보험의 경우에는 생명보험사가 보험기간 중의 안정적인 배당금 지급을 위해 배당금액을 조절할 수 있다. 그러나 생명보험사가 보험기간 초기에 많은 배당을 하면 생명보험사는 리스크자산에 투자 비율을 높일 수 밖에 없는데 그것은 생명보험사가 운용할 자산이 상대적으로 적게 되고 운용자산에 기대가 커짐과 동시에 리스크에 대한 인식은 줄어들어 리스크자산에 투자 비율을 높일 수 밖에 없게된다.

### 금리리스크 증감 측면
생명보험사의 자산운용 성과가 예정이율을 하회하더라도 사후적으로 보험료를 징수할 수 없는 반면, 자산운용의 성과가 예정이율을 상회하면 사후적으로 배당을 통하여 보험계약자에게 환원하게 된다. 이 때문에 예정이율의 설정과 배당 지급방법의 조합에 의해 생명보험 상품은 옵션적 성격을 지닌다. 이와 같은 경우는 생명보험사가 보험계약자에게 콜옵션(call option)을 제공하는 것이라 볼 수 있다. 통상적 옵션의 경우에는 옵션사용자는 옵션 프리미엄 상당 분을 금융기관에 지급하는 반면, 금융기관은 옵션을 제공함에 따라 본원적 증권의 옵션으로 설정하는 기준을 하회한 경우 손실을 입게된다. 다만 생명보험사가 이 옵션의 프리미엄 상당 분을 계약자로부터 받지 않은 채, 예정이율을 초과하는 자산운용성과의 모두를 배당으로 보험계약자에게 환원한다면 생명보험사의 리스크는 커지게 된다. 결국 예정이율을 높게 설정함에 따라 생명보험사가 리스크자산의 운용비율과 예정이율의 옵션 적 성격으로부터 발생하는 금리리스크를 높이기 때문에 금리리스크 관리측면에서 생명보험사는 예정이율을 낮게 설정하여야 한다.

## 같이 보기
- 예정위험률
- 예정사업비율

## 참고 문헌
- 小川英治 (2000.11). 《豫定利率と最適リスク資産配分と金融リスク》. 東洋經濟新報社.
- 川北英隆 (1990). 《"第三世代の 金融》. 東洋經濟新報社.